# Baronia brevicornis rufodiscalis
Baronia brevicornis rufodiscalis (conocida como mariposa mexicana chiapaneca) es una subespecie de Baronia brevicornis, mariposa de la familia Papilionidae.

## Descripción
La envergadura alar es de 30 mm en promedio. El macho es similar a la subespecie nominal (Baronia brevicornis brevicornis) pero presentando las siguientes diferencias: en la vista dorsal el color de fondo es negro profundo. Las áreas claras son de color amarillo ocre y reducido. Las manchas que se encuentran en la célula discal (CD) en el ala posterior son de color amarillo ocre, y en la mayoría de los casos invadidas con escamas de color anaranjado, en algunos casos se presentan totalmente de color anaranjado, característica exclusiva de esta subespecie. En la vista ventral el color base es negro o café-negro con las áreas claras reducidas, a excepción de las que se localizan en el área discal del ala posterior.
La hembra, como en la especie nominal, presenta polimorfismo femenino, de las cuales se describieron 6 formas (Tipica, Champage, Erodyloides, Rufodiscalis, Melánica y Naranja). El taxón presenta dos generaciones o brotes de adultos al año. Uno principal con las primeras lluvias del año a finales de mayo y durante junio y el otro secundario en el mes de agosto. Al principio emergen principalmente los machos que establecen sus territorios sobre los árboles de Acacia a los cuales acuden las hembras.

## Distribución
Esta especie se distribuye en el estado de Chiapas.

## Hábitat
Vive en la región oeste de la Depresión Central del estado de Chiapas, en un área cubierta por selva caducifolia en los alrededores de la ciudad de Tuxtla Gutiérrez (La Chacona y Choasen). Su planta huésped es Acacia cochliacantha (Fabaceae), ésta se encuentra distribuida en forma de individuos aislados en las áreas de vegetación no perturbada a manera de bosquecillos.

## Estado de conservación
No se encuentra bajo ninguna categoría de riesgo.